# Романовка (Хмельницкая область)
Романовка (укр. Романівка) — село в Чемеровецком районе Хмельницкой области Украины.
Население по переписи 2001 года составляло 308 человек. Почтовый индекс — 31611. Телефонный код — 3859. Занимает площадь 0,915 км². Код КОАТУУ — 6825281602.

## История
В 1945 г. Указом Президиума ВС УССР село Германовка переименовано в Романовку.

## Местный совет
31611, Хмельницкая обл., Чемеровецкий р-н, с. Голенищево, ул. Ленина, 2